# Oenococcus
Oenococcus  è un genere di batterio Gram-positivi appartenente alla famiglia delle Leuconostocaceae.
Comprende due specie:
- Oenococcus oeni
- Oenococcus kitaharae